# 1990 în informatică
- 1989 în informatică — 1990 în informatică — 1991 în informatică

1990 în informatică a însemnat o serie de evenimente noi notabile:

## Premiul Turing
- Fernando Corbató